# Niedereisenhausen
Niedereisenhausen (vereinfachend auch Eisenhausen, mundartlich Aisehause oder Nirreraisehause) ist ein Dorf im Hessischen Hinterland und als solches ein Ortsteil der Gemeinde Steffenberg im mittelhessischen Landkreis Marburg-Biedenkopf. Er ist mit etwa 1300 Einwohnern der größte der Gemeinde, deren Zentrum und Sitz der der Gemeindeverwaltung.

## Geschichte
Niedereisenhausen ist der größte der sechs Ortsteile Steffenbergs und gleichzeitig politisches und wirtschaftliches Zentrum der Gemeinde. Die erste Erwähnung Niedereisenhausens erfolgte 1103 zusammen mit den Orten Obereisenhausen und Steinperf.
Die Statistisch-topographisch-historische Beschreibung des Großherzogthums Hessen berichtet 1830 über Niedereisenhausen:

„Niedereisenhausen (L. Bez. Gladenbach) evangel. Filialdorf; liegt 2 1⁄4 St. von Gladenbach, an der Perf, und gehört dem Freiherrn von Breidenstein. Man findet 36 Häuser und 245 Einwohner, die evangelisch sind, so wie 1 Kapelle und 2 Mahlmühlen mit 1 Oelmühle. Der frühere Name ist Yssenhussen. Der Ort gehörte bis in die neuesten Zeiten, mit Steinperf zum Gericht Obereisenhausen.“

### Gebietsreform
Niedereisenhausen, Obereisenhausen, Niederhörlen sowie Oberhörlen schlossen sich am 1. April 1972 freiwillig zur Gemeinde Steffenberg zusammen, wobei Niedereisenhausen Sitz der Gemeindeverwaltung wurde. Zwei Jahre später kamen Steinperf und Quotshausen per Gesetz hinzu.

### Territorialgeschichte und Verwaltung im Überblick
Die folgende Liste zeigt im Überblick die Territorien, in denen Niedereisenhausen lag, bzw. die Verwaltungseinheiten, denen es unterstand:
- 1327 und später: Gericht Eisenhausen, das 1630 und später dem Grund Breidenbach zugerechnet wird
- vor 1567: Heiliges Römisches Reich, Landgrafschaft Hessen, Amt Blankenstein, Grund Breidenbach[7]
- ab 1567: Heiliges Römisches Reich, Landgrafschaft Hessen-Marburg, Amt Blankenstein, Grund Breidenbach[7]
- 1604–1648: strittig zwischen Hessen-Kassel und Hessen-Darmstadt (Hessenkrieg)
- ab 1604: Heiliges Römisches Reich, Landgrafschaft Hessen-Kassel, Amt Blankenstein, Grund Breidenbach
- ab 1627: Heiliges Römisches Reich, Landgrafschaft Hessen-Darmstadt, Oberfürstentum Hessen, Amt Blankenstein, Grund Breidenbach[8][9]
- ab 1806: Rheinbund, Großherzogtum Hessen, Oberfürstentum Hessen, Amt Blankenstein, Grund Breidenbach, Gericht Breitenbach[10]
- ab 1815: Deutscher Bund, Großherzogtum Hessen, Provinz Oberhessen, Amt Blankenstein, Grund Breidenbach[11]
- ab 1821: Deutscher Bund, Großherzogtum Hessen, Provinz Oberhessen, Landratsbezirk Battenberg[Anm. 1]
- ab 1832: Deutscher Bund, Großherzogtum Hessen, Provinz Oberhessen, Kreis Biedenkopf
- ab 1848: Deutscher Bund, Großherzogtum Hessen, Regierungsbezirk Biedenkopf
- ab 1852: Deutscher Bund, Großherzogtum Hessen, Provinz Oberhessen, Kreis Biedenkopf
- ab 1867: Norddeutscher Bund, Königreich Preußen, Provinz Hessen-Nassau, Regierungsbezirk Wiesbaden, Kreis Biedenkopf (übergangsweise Hinterlandkreis)[9]
- ab 1871: Deutsches Reich, Königreich Preußen, Provinz Hessen-Nassau, Regierungsbezirk Wiesbaden, Kreis Biedenkopf
- ab 1918: Deutsches Reich, Freistaat Preußen, Provinz Hessen-Nassau, Regierungsbezirk Wiesbaden, Kreis Biedenkopf
- ab 1932: Deutsches Reich, Freistaat Preußen, Provinz Hessen-Nassau, Regierungsbezirk Wiesbaden, Kreis Dillenburg
- ab 1933: Deutsches Reich, Freistaat Preußen, Provinz Hessen-Nassau, Regierungsbezirk Wiesbaden, Kreis Biedenkopf
- ab 1944: Deutsches Reich, Freistaat Preußen, Provinz Nassau, Kreis Biedenkopf
- ab 1945: Amerikanische Besatzungszone, Groß-Hessen, Regierungsbezirk Wiesbaden, Landkreis Biedenkopf
- ab 1949: Bundesrepublik Deutschland, Land Hessen (seit 1946), Regierungsbezirk Wiesbaden, Landkreis Biedenkopf
- ab 1968: Bundesrepublik Deutschland, Land Hessen, Regierungsbezirk Darmstadt, Landkreis Biedenkopf
- ab 1974: Bundesrepublik Deutschland, Land Hessen, Regierungsbezirk Kassel, Landkreis Marburg-Biedenkopf
- am 1. April 1973 wurde Niedereisenhausen als Ortsteil in die Gemeinde Steffenberg eingegliedert
- ab 1981: Bundesrepublik Deutschland, Land Hessen, Regierungsbezirk Gießen, Landkreis Marburg-Biedenkopf

### Bevölkerung

#### Einwohnerentwicklung
Quelle: Historisches Ortslexikon
| • 1577: | 025 Hausgesesse                                                             |
| • 1630: | 022 Hausgesesse (6 zweispännige, 13 einspännige Ackerländer, 3 Einläuftige) |
| • 1677: | 018 Männer, 3 Witwen, 3 Jungmannschaften                                    |
| • 1742: | 055 Haushalte                                                               |
| • 1791: | 248 Einwohner                                                               |
| • 1800: | 281 Einwohner                                                               |
| • 1806: | 299 Einwohner, 50 Häuser                                                    |
| • 1829: | 245 Einwohner, 36 Häuser                                                    |

| Niedereisenhausen: Einwohnerzahlen von 1791 bis 2011 | Niedereisenhausen: Einwohnerzahlen von 1791 bis 2011 | Niedereisenhausen: Einwohnerzahlen von 1791 bis 2011 | Niedereisenhausen: Einwohnerzahlen von 1791 bis 2011 | Niedereisenhausen: Einwohnerzahlen von 1791 bis 2011 |
| --- | ---------------------------------------------------- | ---------------------------------------------------- | ---------------------------------------------------- | ---------------------------------------------------- |
| Jahr |                                                      |                                                      |                                                      | Einwohner                                            |
| 1791 | 1791                                                 |                                                      | 248                                                  | 248                                                  |
| 1800 | 1800                                                 |                                                      | 281                                                  | 281                                                  |
| 1806 | 1806                                                 |                                                      | 299                                                  | 299                                                  |
| 1829 | 1829                                                 |                                                      | 245                                                  | 245                                                  |
| 1834 | 1834                                                 |                                                      | 360                                                  | 360                                                  |
| 1840 | 1840                                                 |                                                      | 387                                                  | 387                                                  |
| 1846 | 1846                                                 |                                                      | 403                                                  | 403                                                  |
| 1852 | 1852                                                 |                                                      | 403                                                  | 403                                                  |
| 1858 | 1858                                                 |                                                      | 399                                                  | 399                                                  |
| 1864 | 1864                                                 |                                                      | 343                                                  | 343                                                  |
| 1871 | 1871                                                 |                                                      | 350                                                  | 350                                                  |
| 1875 | 1875                                                 |                                                      | 413                                                  | 413                                                  |
| 1885 | 1885                                                 |                                                      | 437                                                  | 437                                                  |
| 1895 | 1895                                                 |                                                      | 419                                                  | 419                                                  |
| 1905 | 1905                                                 |                                                      | 394                                                  | 394                                                  |
| 1910 | 1910                                                 |                                                      | 456                                                  | 456                                                  |
| 1925 | 1925                                                 |                                                      | 578                                                  | 578                                                  |
| 1939 | 1939                                                 |                                                      | 634                                                  | 634                                                  |
| 1946 | 1946                                                 |                                                      | 1.017                                                | 1.017                                                |
| 1950 | 1950                                                 |                                                      | 1.016                                                | 1.016                                                |
| 1956 | 1956                                                 |                                                      | 962                                                  | 962                                                  |
| 1961 | 1961                                                 |                                                      | 1.036                                                | 1.036                                                |
| 1967 | 1967                                                 |                                                      | 1.141                                                | 1.141                                                |
| 1980 | 1980                                                 |                                                      | ?                                                    | ?                                                    |
| 1990 | 1990                                                 |                                                      | ?                                                    | ?                                                    |
| 2000 | 2000                                                 |                                                      | ?                                                    | ?                                                    |
| 2011 | 2011                                                 |                                                      | 1.179                                                | 1.179                                                |
| Datenquelle: Historisches Gemeindeverzeichnis für Hessen: Die Bevölkerung der Gemeinden 1834 bis 1967. Wiesbaden: Hessisches Statistisches Landesamt, 1968. Weitere Quellen: ; Zensus 2011 |                                                      |                                                      |                                                      |                                                      |

#### Religionszugehörigkeit
Quelle: Historisches Ortslexikon
| • 1829: | 245 evangelische (= 100 %) Einwohner                                |
| • 1885: | 437 evangelische (= 100 %) Einwohner                                |
| • 1961: | 843 evangelische (= 81,37 %), 162 katholische (= 15,64 %) Einwohner |

#### Erwerbstätigkeit
Quelle: Historisches Ortslexikon
| • 1867: | Erwerbspersonen: 66 Landwirtschaft, 13 Bergbau und Hüttenwesen, eine Erziehung und Unterricht, zwei Gemeindeverwaltung                |
| • 1961: | Erwerbspersonen: 126 Land- und Forstwirtschaft, 288 produzierendes Gewerbe, 73 Handel und Verkehr, 48 Dienstleistungen und Sonstiges. |

## Wappen
Am 7. Oktober 1959 genehmigte der Hessische Minister des Innern das Wappen mit folgender Beschreibung:
| Wappen von Niedereisenhausen | Blasonierung: „In Gold eine gestürzte blaue Spitze mit goldenem, rotbezungten Löwenkopf; darunter zwei waagerecht gestellte schwarze Seeblätter über einer im Schildfuß stehenden Raute, die mit ihren Spitzen in der Schildmitte zusammenstoßen.“ |
| Wappen von Niedereisenhausen | |

## Verkehr
Der Bahnhof Niedereisenhausen  lag im Kilometer 21,9 der Scheldetalbahn. Auf dieser Strecke wurde am 30. Mai 1987 der Personenverkehr auf der Gesamtstrecke sowie der Güterverkehr in dem Abschnitt Dillenburg–Niedereisenhausen eingestellt. Die Einstellung des Güterverkehrs auf dem Abschnitt Niedereisenhausen-Breidenbach erfolgte zum 1. Juni 1991.